# 両面宿儺

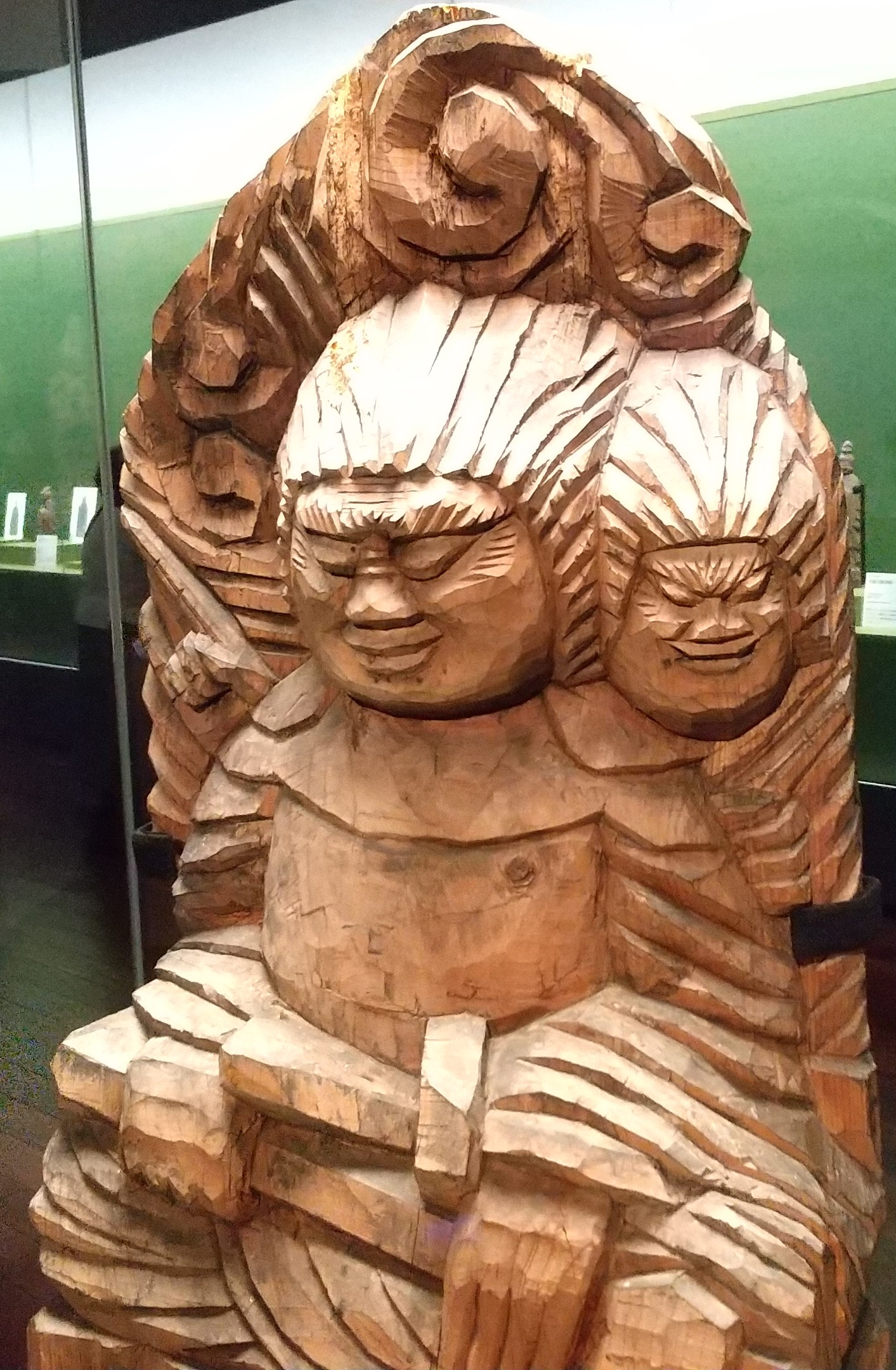
両面宿儺坐像（円空作、千光寺円空仏寺宝館蔵）

両面宿儺（りょうめんすくな）は仁徳天皇の時代の飛騨に現れたとされる異形の人物、もしくは鬼神である。『日本書紀』において武振熊命に討たれた凶賊とする一方で、岐阜県においては毒龍退治を行ったり、寺院の開基となった豪族とする伝承も残されている。

## 『日本書紀』
『日本書紀』仁徳天皇65年の条に両面宿儺が登場する。
両面宿儺は、計八本の手足に頭の前後両面に顔を持つという奇怪な姿で描写される。神功皇后に滅ぼされたとされる羽白熊鷲や、『日本書紀』『風土記』にしばしば現れる土蜘蛛と同様、その異形は、王化に服さない勢力に対する蔑視を込めた形容とも考えられる。仁徳紀の記述は一般に、大和王権の勢力が飛騨地方の豪族と接触した、5世紀における征服の事実の反映とされている。しかし、飛騨地方において4世紀には既に三日町大塚古墳や亀塚古墳などが築造されており、時期的に一度朝廷の勢力圏に組み込まれた後、何らかの反乱が起こり、そのときの服属過程を表すものと見たほうが良いとの指摘もある。また、「ひかがみ」「かかと」が無いという描写から、脛当てを着け、足半草履状のつまがけ（爪皮：つまがわ）を履いた飛騨の山岳民が想像されることもある。

## 岐阜県の在地伝承
『日本書紀』では皇命に逆らう賊とされる両面宿儺だが、飛騨国から美濃国にかけての旧飛騨街道沿いには様々な伝承が残り、その内容は『日本書紀』の記述と異なるものが多い。以下に主な伝承を挙げる。

### 丹生川の伝承
元和7年（1621年）の奥書を持つ『千光寺記』には、高山市丹生川町下保にある袈裟山千光寺 (高山市)の縁起が記されている。これによれば、仁徳帝のころ飛騨国に宿儺という者があり、八賀郷日面（ひよも）出羽ヶ平（でわがひら）の岩窟中より出現した。身のたけは十八丈、一頭に両面四肘両脚を有する救世観音の化身であり、千光寺を開いた。このとき山頂の土中に石棺があり、法華経一部・袈裟一帖・千手観音の像一躯を得たという。同じく丹生川町日面の善久寺の創建も両面宿儺大士と伝え、本尊釈迦如来のほかに両面宿儺の木像を安置する。また、位山（高山市一宮町）の鬼「七儺」を、両面宿儺が天皇の命により討ったともされる。位山の付近には飛騨一宮水無神社（ひだいちのみや みなしじんじゃ）があるが、享保年間に編纂された『飛州志』では神宝の一つとして「七難の頭髪」を挙げ、神主家の説として鬼神七難が神威により誅伐された伝承を記す。

### 金山の伝承
『金山町誌』によれば、武振熊命が討伐に来ることを知った飛騨の豪族両面宿儺は、八賀郷日面出羽ヶ平を出て金山の鎮守山に37日間留まり、津保の高沢山に進んで立てこもったが、敗れて討死したという。これには異伝があり、出波平から金山の小山に飛来した両面宿儺は37日間大陀羅尼を唱え、国家安全・五穀豊穣を祈念して高沢山へ去った。故にこの山を鎮守山と呼び村人が観音堂を建てて祭ったともいう。

### 関市下之保の伝承
『新撰美濃志』に引く大日山日龍峰寺の寺伝では、飛騨国に居た両面四臂の異人が、高沢山の毒龍を制伏したとする。その後行基が伽藍を創建し千手観音の像を安置した。千本桧はこの異人が地に挿した杖が生い茂ったものという。或いはこの異人は、飛騨より高沢山に移ってのち、霊夢の告により観音の分身となったともいう。また、『美濃国観音巡礼記』には日龍峰寺の開基を「両面四手上人」としている。
この他に、両面宿儺を討った武振熊命の建立と伝わる八幡社が飛騨各地にある。

## 伝承の位置づけ
濃飛に点在する伝説は、『日本書紀』の記述に沿うものであっても、両面宿儺を単なる凶賊ではなく官軍に討伐された飛騨の豪族とする。そのいっぽうで、あるいは龍や悪鬼を退治し（高沢山・位山）、あるいは寺院の縁起に関わる（千光寺・善久寺・日龍峰寺）など、地域の英雄にふさわしい活躍を見せている。大和王権に抗した古代の豪族を、その土地の人々が尊崇し続けてきたかのようである。
とはいえ、伝説の多くは江戸時代以降に記されたものである。たとえ江戸期における信仰が在来の伝承に基づくとしても、『日本書紀』に登場する両面宿儺を寺院の創建と結びつけることは困難である。これらの伝説の起源については定説を見ないが、在地伝承に現れる両面宿儺に、王権によって矮小化され、観音信仰の蔭に隠れるようにして生き延びた英雄の名残を見いだし、位山を神体とする飛騨一宮水無神社の本来の祭神に想定する研究者もいる。

## 考証
日龍峰寺の縁起では、両面宿儺は身に鎧を着て、四つの手にはそれぞれ鉾・錫杖・斧・八角檜杖を持ち、その存在は救国の英雄だとされる。
『日本書紀』の伝承について、仁徳天皇の時代は5世紀前葉の時期であり、この時期に仏教が日本列島に到来したことは考え難く（この頃は日本各地で伝統的信仰による祭祀の最盛期、古墳全盛の時代、寺と称される記述も認められるが当時の寺の意味は行政機関の意味が強く正しくは宮（支配者層の住居又は執務を行う場）に相当する）、また両面宿儺を退治したとされる武振熊命も仁徳朝より時期が少し早い神功皇后・応神天皇の時代に活動した武将であるため、伝承が全体として整合性がないと考えられる。しかし、両面宿儺伝承の記事は飛騨という地域の国史初見であり、現地に伝わる英雄伝承を考え合わせれば、たんなる怪異伝承ではないと見る向きもある。

## その他
- 両面宿儺像は千光寺・善久寺・日龍峰寺などにあるが、いずれも頭の前後に顔があり、唐風の甲冑を着け斧や剣を帯びる。善久寺のものは合掌した手に斧を横に持ち韋駄天の像容に類似する。円空作と伝えられる像（千光寺蔵）は、二つめの顔が肩に並ぶ。
- 2006年の発掘調査で、近畿地方の和歌山市岩橋千塚古墳群にある大日山35墳（6世紀前半）から前後両面に顔を持つ人物埴輪（頭部のみ）が出土した。この両面埴輪は貴人埴輪に多い下げ美豆良をしている。ただし、両面宿儺との関連については現在のところ明かではない。
- 頭部や腰が結合した状態で生まれてくる事例は現実にもあり（結合双生児参照）、したがって、ありえない存在ではない。一つ目小僧と同様、医学的に説明がつく怪人といえる。ただし、一つ目小僧が民俗学や医学の分野で語られるのに対し、宿儺は考古学的見地からよく語られる。
- 高山市丹生川町の特産品の野菜として、宿儺かぼちゃがある。
- ローマ神話のヤーヌスと外観上の類似（前後両面の顔）があるが、日本と地理的に近いのは、スマトラ西海のニアス島のシレウェ・ナザラタ（ロワランギの妹兼妻神）である。この神像は顔が二つ（かつ両性具有）として表現される[12]。多面一身の神というだけなら、『古事記』に登場する伊予之二名島（四国島）・筑紫島（九州島）がそれぞれ四面一身の神として語られている。
- 下呂市金山町中津原の下原八幡神社は、両面宿儺を討伐するために飛騨へ来た武振熊命が当地に仮の斎場を設け武神（八幡神）を祭ったのが神社の起源とされている[13]。
- プラトン『饗宴』（B.C.380中期頃成立）のアリストパネスの演説に、いずれも背中合わせで二体一身の巨人が登場する。

## 作品等
- 両面宿儺（豊田有恒、ハヤカワ文庫） - これを表題作とする著者の短編集の他いくつかのアンソロジーに収録。小説の登場人物が両面宿儺についての考察をしている。
- 宗像教授伝奇考（星野之宣） - 「両面宿儺」回内で両面宿儺に対する考察がなされている。
- 地獄先生ぬ～べ～（原作：真倉翔・作画：岡野剛、週刊少年ジャンプ） - 主人公・鵺野鳴介が信州の山奥で封印を解いてしまい、復活。山の力を得て強大化して人々を襲うも、鬼の手で撃退された。
- 呪術廻戦（芥見下々、週刊少年ジャンプ） - 主人公・虎杖悠仁（いたどり ゆうじ）に憑依した存在、平安時代に猛威を揮った呪いの王として描かれるが、神話に語られる両面宿儺ではなく、異形の姿からその名を与えられた人間。
- 神咒神威神楽 - 天魔・宿儺。他者を精神的に振り回して掻き乱すことに悦楽を覚える自由奔放な性格であり、他者の異能を自壊させる能力を持っている。
- 変幻退魔夜行カルラ舞う!シリーズ - 天武天皇と大津皇子の怨霊が形作る鬼として登場。
- VRMMOはウサギマフラーとともに。（冬原パトラ、HJノベルス） - デモンズ・ワールド・オンラインと呼ばれるVRMMOにおいて、「怠惰」の領国第五エリアにある霧骸城の城主モンスターとして登場。